# Deportivo Toluca
Deportivo Toluca Fútbol Club S.A. de C.V. (eller bare Deportivo Toluca) er en mexicansk fodboldklub fra Toluca. Klubben spiller i landets bedste liga, Liga MX, og har hjemmebane på stadionet Nemesio Díez. Klubben blev grundlagt i februar 1917, og har siden da vundet 10 mesterskaber, to pokaltitler og to udgaver af CONCACAF Champions League.
Klubbens kælenavn er Los Diablos Rojos (De røde djævle).

## Titler
- Liga MX (10): 1966-67, 1967–68, 1974–75, Verano 1998, Verano 1999, Verano 2000, Apertura 2002, Apertura 2005, Apertura 2008, Clausura 2010

- Copa México (2): 1955-56, 1988–89

- CONCACAF Champions League (2): 1968, 2003

## Kendte spillere
| - Marcelino Bernal - Javier Cardenas - Jose Saturnino Cardozo - Vicente Pereda - Victor Ruiz - Paulo da Silva - Zinha - Héctor Mancilla - Iván Alonso - Juan Antonio Pizzi |